# Selke
Die Selke ist ein etwa 64,4 km langer, südöstlicher und rechter Zufluss der Bode im Mittelgebirge Harz und im nordöstlichen Harzvorland im Landkreis Harz und im Salzlandkreis in Sachsen-Anhalt. Gut die Hälfte ihres Verlaufs liegen im bewaldeten Bereich des Unterharzes, der Rest ab etwa Meisdorf im landwirtschaftlich geprägten Harzvorland.

## Name
Der Fluss wurde im Jahr 1057 als Salicam erstmals urkundlich erwähnt. Wahrscheinlich bedeutet der Name „kleine Saale“ und weist das germanische Diminutiv-Suffix -ika (hieraus nhd. -chen) auf.

## Verlauf

### Unterharz

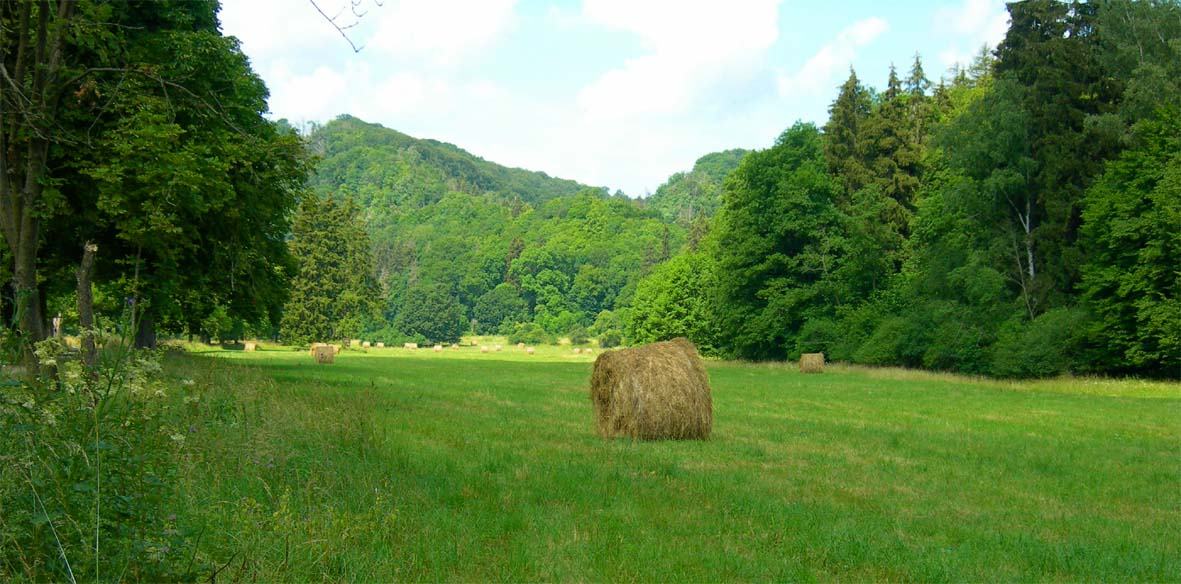
Das Selketal bei Meisdorf. Hier ist ein Rückhaltebecken geplant.

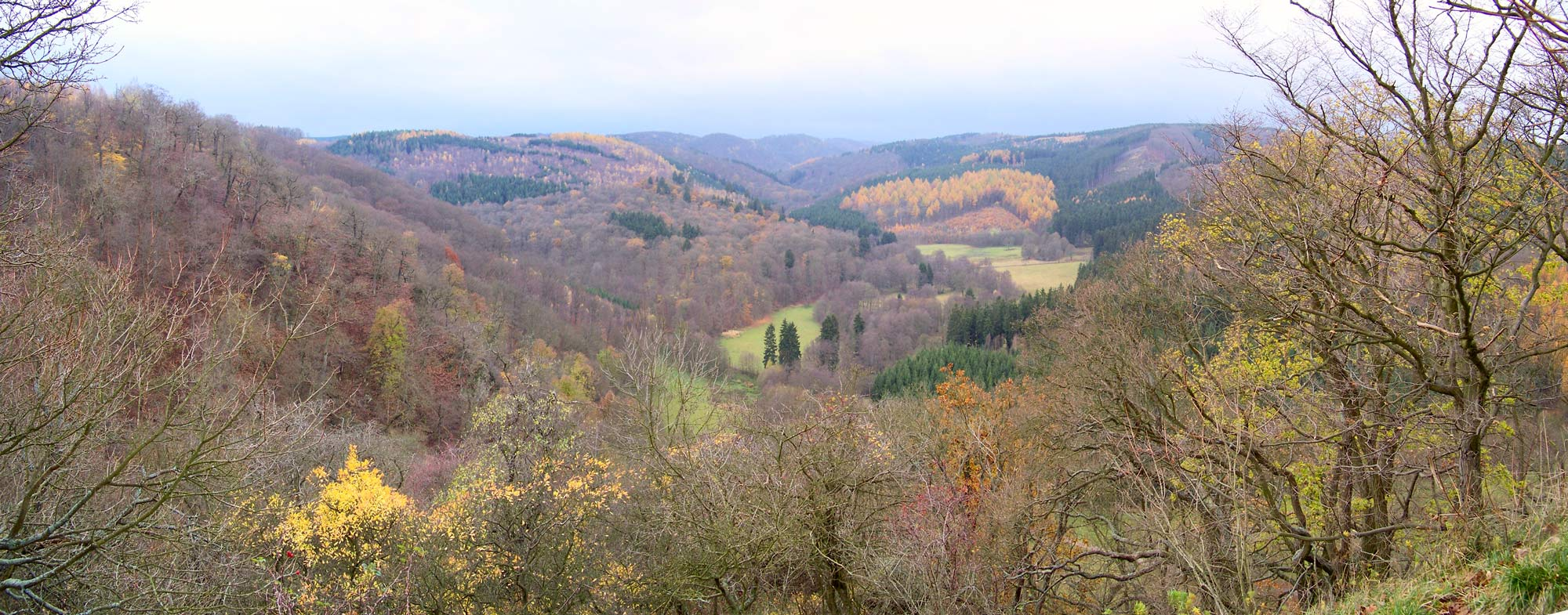
Blick in das Selketal vom Burgstall Alter Falkenstein

Die Selke entspringt im Landkreis Harz im Naturpark Harz/Sachsen-Anhalt in den Quellwiesen auf der Stieger Höhe bei Stiege im Naturschutzgebiet „Oberes Selketal“. Ihre Quelle liegt auf etwa 510 bis 520 m ü. NN an der Selketalbahn. Etwa einen Flusskilometer unterhalb davon mündet auf 483,1 m ü. NN ein Bach ein.
Die vorerst durch das Naturschutzgebiet „Oberes Selketal“ und bis nach Güntersberge entlang der Bundesstraße 242 sowie zudem auf 17 km Länge auch entlang der Selketalbahn verlaufende Selke fließt zu Beginn in südöstliche Richtung. Dabei passiert sie das westlich angrenzende Naturschutzgebiet Albrechtshaus. Unterhalb davon mündet der von der Schalliete kommende Steigerbach ein.
Nach nördlichem Passieren von Friedrichshöhe, einem Ortsteil von Güntersberge, verläuft die Selke ostwärts nach Güntersberge, wo sie am westlichen Ortsrand im Bergsee (Mühlteich) den letztlich von Süden kommenden Katzsohlbach aufnimmt. In der Ortschaft mündet unter anderem der von Nordwesten heran fließende Limbach ein. Unterhalb davon, wo die Selke nach zwischenzeitlichem Verlassen der B 242 wieder südostwärts verläuft, fließt von Norden der Steinfurtbach ein.
Etwas später verläuft die Selke durch Straßberg, wo von Südwesten kommend der Rödelbach einmündet, und weiter nordöstlich durch Silberhütte, wo von Nordwesten heran fließend der Uhlenbach und von Südosten kommend der Teufelsgrundbach zufließen. Einiges weiter nordöstlich verläuft die Selke – nach Unterqueren der dort nur kreuzenden B 242 – einen Abschnitt weit entlang der Bundesstraße 185. Nachdem sie Alexisbad durchflossen hat und an der Klostermühle den von Nordwesten heran fließenden Friedenstalbach aufgenommen hat, verlässt sie die Güntersberger Hochfläche im Unterharz und ihre Talung bildet den Naturraum Selketal als Teil der Östlichen Harzabdachung. Sie nimmt den auch von Nordwesten kommenden Krebsbach auf. Danach verläuft sie durch Mägdesprung, wo die Selketalbahn und die B 185 den dort nach Osten abknickenden Fluss verlassen.
Fortan bildet das Selketal einen Abschnitt lang die Stadtgrenze zwischen Harzgerode, auf dessen Gebiet der Fluss bislang fast ausschließlich geflossen war, und Ballenstedt im Norden. Dabei wird von Süden der Schiebecksbach aufgenommen und etwas weiter der oberhalb der Selkemühle gelegene Ort der einstigen Burg Anhalt von Norden passiert.
Mit Erreichen der Gemarkung von Falkenstein wird das Naturschutzgebiet „Oberes Selketal“ durch das Naturschutzgebiet „Selketal“ abgelöst. Darin passiert sie die Burg Falkenstein sowie die Burgställe Alter Falkenstein und Ackeburg.
Beim am Nordostrand des Harzes liegenden Meisdorf, in dem sie sich je nach Gesteinsuntergrund ihr schmales, tief eingeschnittenes oder weit ausholendes Tal geschaffen hat, verlässt sie das bewaldete Gebiet des Gebirges und zugleich das Naturschutzgebiet „Selketal“ und tritt in das Harzvorland ein.

### Harzvorland
Im Nordöstlichen Harzvorland verläuft die Selke durch überwiegend landwirtschaftlich genutztes Gebiet. Dann fließt sie bei zweimaligem Unterqueren der ehemaligen Bahnstrecke Frose–Quedlinburg und dazwischen befindlichem, erneutem Unterqueren der B 185 fließt sie durch Ermsleben. Fortan verläuft sie nordwärts, abermals die Bahnstrecke unterquerend, nach Reinstedt.
Hiernach fließt die Selke im Salzlandkreis nordwestwärts nach und durch Hoym. Sie unterquert die Bundesstraße 6 und verläuft durch Gatersleben. Dann unterquert sie, wieder im Landkreis Harz, die Bahnstrecke Halle–Halberstadt und tangiert Hausneindorf.
Unmittelbar nach Tangieren von Hedersleben mündet von Süden kommend der Grenzgraben ein, wonach die Selke auf 98,7 m ü. NN in den Saale-Zufluss Bode mündet.

## Hochwasser
In der Vergangenheit trat die Selke mehrfach mit erheblichen Schadensfolgen über die Ufer, was zu Planungen der Landesregierung für den Ausbau vorhandener und die Schaffung neuer Hochwasserrückhaltebecken führte. Besonders umstritten ist dabei ein mittelfristig vorgesehenes, 12 bis 18 m hohes Dammbauwerk im Selketal bei Meisdorf. Die Bürgerinitiative Rettet das Selketal im Ostharz! wehrt sich gegen diese Absicht, weil sie die Zerstörung eines landschaftlich besonders schönen und für den Naturschutz wichtigen Abschnitts des Selketals befürchtet. Zudem gibt es gegen die Pläne Widerstand von Bürgern der Ortschaften am Oberlauf der Selke, die sich durch ein Rückhaltebecken im Mittellauf nicht ausreichend geschützt fühlen. Dafür ist ein weiteres Rückhaltebecken oberhalb von |Straßberg in Planung. Erhebliche Wassermengen stammen allerdings aus unterhalb von Straßberg mündenden Fließgewässern, insbesondere aus dem Uhlenbach.

## Zuflüsse
Die Selke hat mehr als 50 direkte Zuflüsse, die ihrerseits von weiteren Bächen gespeist werden.